# Propanidid
Propanidid là một thuốc gây mê toàn thân phenylaxetat siêu ngắn. Ban đầu nó được giới thiệu bởi Bayer vào năm 1963  nhưng các phản ứng phản vệ khiến nó bị rút ngay sau đó.
Mặc dù Cremophor EL đã được chứng minh là gây ra phản ứng phản vệ ở người trong một số trường hợp (cả khi tiêm tĩnh mạch và đường uống), vẫn còn tranh cãi liệu propanidid có thể góp phần vào các phản ứng hay không.
Người ta đã tranh luận rằng các tác dụng hoặc phản ứng độc hại đối với propanidid (và Althesin) là do chính các loại thuốc này. Một số trường hợp phản ứng tiêu cực đã được ghi nhận cho các loại thuốc khác nhau sử dụng Cremophor EL làm chất hòa tan. Điều này cho thấy các phản ứng tiêu cực chủ yếu do Cremophor gây ra chứ không phải do chính các chất ma túy.